# Luisa Casali
Luisa Casali, pseudonimo di Maria Luisa Capocasale (Trieste, 1947), è una cantante italiana.

## Biografia
Dopo aver terminato gli studi di ragioneria, inizia a cantare dapprima nei locali milanesi e poi in giro per l'Italia del nord.
Nel 1964 ha un ingaggio per tutta la stagione estiva a Grado, che la permette in breve tempo di ottenere un contratto con la Philips, casa discografica con la quale debutta con Questo mio amore.
Nel 1966 passa alla Fox (casa discografica di proprietà della Vedette) e, pochi mesi dopo, partecipa in coppia con Carmelo Pagano e vince la terza edizione del Festival delle Rose 1966 con L'amore se ne va (bella canzone con testo di Giulio D'Ercole e Alberto Morina e musica di Piero Melfa, futuri autori per Claudio Baglioni), in coppia con Carmelo Pagano, e battendo artisti notissimi come Jimmy Fontana, i Pooh (che presentano Brennero '66), Don Backy, Little Tony, Paul Anka, Nicola Di Bari, ma soprattutto il superfavorito Gianni Morandi, che presenta C'era un ragazzo che come me amava i Beatles e i Rolling Stones.
L'amore se ne va diventa un successo internazionale, grazie a Dusty Springfield che la incide in inglese con il titolo Give Me Time. Sul retro del 45 giri la Casali incide Sunny, successo di Bobby Hebb tradotto da Vito Pallavicini, caratterizzato nella sua versione da un arrangiamento beat con l'organo e la chitarra in evidenza; questa versione sarà reincisa dal gruppo mod di Novara i Minivip nel loro album di debutto nel 2004.
L'anno dopo la Casali partecipa al Cantagiro 1967 e al Festival di Zurigo con Il momento della verità, mentre al Festival di Napoli presenta Ma comme va?, in coppia con Lalla Leone; incide inoltre La tua immagine, versione in italiano (con testo di Carlo Rossi) di The sound of silence di Simon & Garfunkel, incisa nello stesso periodo anche da Mike Liddell e gli Atomi e da Dino.
Nel 1968 partecipa a Un disco per l'estate con Proprio stasera, canzone melodica molto tradizionale, che si discosta dalle sonorità dei dischi pubblicati in precedenza; il retro, Lungo il fiume, è una canzone in stile country, con il banjo e l'armonica a bocca in evidenza.
Dotata di una voce potente ed espressiva, supportata da importanti case discografiche, Luisa decide però inspiegabilmente di ritirarsi dalle scene musicali alla fine del decennio.
Sei sue canzoni sono state ristampate in un cd antologico dedicato alla Fox dalla Giallo Records.

## Discografia parziale

### 45 giri
- 1964: Questo mio amore/Primo amore (Philips, 363 672 PF)
- 1965: Solo resterai/Cosa ci resta (Philips, 363 697 PF)
- 1966: Tu mi vai/Non m'importa se mi lasci (Fox, HF 1009)
- 1966: L'amore se ne va/Sunny (Fox, HF 1011)
- 1967: La tua immagine/Pensami (Fox, HF 1015)
- 1967: Il momento della verità/La vita che desidero (Fox, HF 1021)
- 1967: Ma comme va/Che te ne fai... (Fox, HF 1022)
- 1968: Proprio stasera/Lungo il fiume (Fox, HF 1027)

### CD
- 1997: The Best of Fox (Giallo Records, SAF 019; compilation con altri artisti della stessa etichetta; Luisa Casali è presente con L'amore se ne va, Sunny, La tua immagine, Pensami, Proprio stasera e Lungo il fiume)